# Легенда про дракона
Легенда про дракона — анімаційний серіал, що складається з 26 епізодів з продовженням у вигляді 13 додаткових епізодів, тобто загалом 39 епізодів. Його було спродюсовано BKN, а прем'єра відбулася у жовтні 2006 року у складі блоку Jetix на телеканалі Toon Disney. Згодом двочастинний епізод «Випробування вогнем» було показано як блокбастер Jetix на телеканалі ABC Family у серпні до того, як усі передачі Jetix переїхали до Toon Disney.
У Великій Британії перші 26 епізодів транслювалися телекомпанією CBBC. Прем'єра відбулася влітку 2005 року на телеканалі CBBC. Невідомо, чи було показано додаткові 13 епізодів. Епізоди 27—39 почали транслюватися в Австралії на телеканалі Network Ten Toasted TV з 19 березня 2008 року.

## Сюжет
Дія серіалу розпочинається після смерті колишнього золотого дракона, коли Енґ і Лінґ Лін, сімнадцятирічні двійнята, мали успадкувати браслет сили Золотого Дракона. Енґ не вірив, що стане Золотим Драконом, оскільки Лінґ була кращою на драконівському доджо. Лінґ же була впевнена, що стане Золотим Драконом. Однак, коли вчитель Чін викликав силу Золотого Дракона, щоб обрати, хто буде наступним золотим драконом, вона обрала Енґа. Принижена й розлючена, Лінґ вибігла з храму і піддалася спокусі безмежної, темної та злої сили темного дракона. З тих пір Енґ змушений битися зі власною сестрою-близнючкою.

## Персонажі
- Енґ Лін (озвучування Алан Маріотт[en]) — сімнадцятирічний юнак. Він висококваліфікований у бойових мистецтвах і знає давню філософію Золотого Дракона, як і його могутня сестра-близнючка, Лінґ. Енґ завжди думав, що Лінґ буде наступним Золотим Драконом, насамперед тому що вона є кращим бійцем. Вони обидва пішли зі вчителем Чіном до Храму Дракона, щоб обрати нового Охоронця Храму: на подив обох близнюків, браслет сили обирає Енґа наступним Золотим Драконом, а не Лінґ. Для отримання сили Енґ повинен промовити «Викликаю силу Дракона». Його браслет сили, золотий з оранжево-золотим камінням, робить його м'язистим і дає можливість стріляти оранжево-золотими вогняними кулями та літати («Полум'я дракона»). Енґа ніби розірвало після того, як він дізнався, що Лінґ приєдналася до Майстра Зодіака та стала Темним Драконом. Протягом першого сезону Енґ знову і знову намагається повернути Лінґ на бік світлого янь, але Лінґ, час від часу допомагаючи йому, все ще прагне отримати його браслет сили. Енґ досі надто піклується про неї, навіть якщо вона працює на Майстра Зодіака. У другому сезоні Лінґ стає другим Золотим драконом, роблячи їх «Подвійними Золотими Драконами». З новими здібностями вони здатні літати, телепортуватися та обертатися на справжнього дракона. Найліпшими друзями Енґа є Хуан Чі, Охоронець Храму Мавпи, та Бенґал, Охоронець Храму Тигра. Енґ полюбляє відеоігри та музику: насправді, він присвячує більшу частину вільного часу цим заняттям.
- Лінґ Лін (озвучування Лариса Мюррей) — сімнадцятирічна дівчина. Вона висококваліфікована у бойових мистецтвах і обізнана у давній філософії Золотого Дракона. Вона має близнюка на ім'я Енґ. Лінґ завжди вважала, що, оскільки вона є кращим бійцем, стане наступним Золотим Драконом. Коли Енґа було обрано, вона пішла, повна ненависті, депресії, люті та приниження. Після залишення Драконівського Доджо Лінґ звертається до Майстра Зодіака, який пропонує об'єднатися, обіцяючи, що зробить її Драконом. Лінґ погоджується та стає Темним Драконом. Її перший напад на Енґа зазнає невдачі, оскільки він перемагає її одним енергетичним пострілом: вона тікає з Майстром Зодіаком, який намагається отримати щонайменше чотири браслети сили (переважно їх усі) та відродити Імператора Найтемнішого Інь. Лінґ досі піклується про брата-близнюка, навіть коли вони стали ворогами за її вибором. Лінґ полюбляє тварин і ніколи не зашкодить безневинним тваринам. Її вірність Майстрові Зодіаку колихається під особистісними та сімейними цінностями. Більшість часу вона б'ється за нього, але іноді допомагає Енґові та його друзям. Для отримання сили Лінґ повинна промовити «Викликаю силу Темного Дракона». Її браслет сили темно-синій із золотим відтінком. Пізніше вона також стає золотим драконом і повертається на бік добра; коли вони разом, вони повинні промовити «Викликаю силу Подвійних Золотих Драконів» для отримання сили. Її браслет сили тепер виглядає точнісінько як Енґовий. В епізоді «Серце Дракона» вони могли використовувати силу «Подвійного Золотого Дракона», щоб обернутися на справжнього двоголового дракона з червоним тілом і золотим животом. Єдиним любовним інтересом Лінґ, здається, є Кей-Хо — охоронець Темного вовка. Коли команді потрібно розділитися, Лінґ завжди вибирає до пари Кей-Хо. В останньому епізоді Лінґ обирає у крамниці одяг, що сподобався б Кей-Хо.
- Бенґал (озвучування Люсі Портер[en] у першому сезоні та Еллі Фейрмен у другому) — босий Охоронець Храму Тигра. Храм заховано на далекому острові, глибоко у джунглях, за водоспадом. Храм заповнений статуями Тигрів по обидва боки коридору. Вона тверда і коли перевтілюється, може стріляти довгими нігтями з рук, аби зашкодити ворогам. Вона закохана в Енґа, і тому дуже сердиться, коли інша дівчина хоче вкрасти Енґа. Вона виглядає найгарнішою серед інших охоронців храмів, але Енґ не помічає її через те, що завжди її знав. Протягом серіалу з'являються тонкі натяки, що дещо відбувається між нею та Енґом. Для отримання сили Бенґал повинна промовити «Викликаю силу Тигра». Її браслет сили, зелений з червоно-помаранчевим камінням, дає їй тигрові смуги, можливість випускати кігті у ворогів і стріляти зеленими згустками енергії. Всі охоронці можуть стріляти енергетичними згустками кольору каміння їхніх браслетів. Бенґал є винятком, енергетичні згустки якої зелені.
- Хуан Чі (озвучування Марк Сілк[en]) — босий Охоронець Храму Мавпи. Він єдиний Охоронець Храму, що не носить браслета сили, переважно через те, що розкрадачі Храмів напали на його Храм та, ймовірно, взяли його браслет, коли викрадали його. Він утік від них і прийшов до Драконівського Доджо по допомогу. Пізніше він подорожує назад до свого храму, щоб виявити, що його браслет сили завжди був там. Розкрадачі Храмів повернулися, щоб забрати його, але його було втрачено, і з тих пір Хуан ганявся за своїм браслетом сили, доки зрештою не відібрав його в Майстра Зодіака. Протягом двочастинного епізоду «Храм Темного Дракона» Імператор Найтемнішого Інь, Майстер Зодіак і some backup намагаються знищити храм Дракона, щоб жоден з них не переміг його. Коли енергетичні постріли Імператора та Подвійних Золотих драконів влучили у Хуана Чі, їх потужність виявилася достатньою для перетворення на справжню мавпу. Його браслет сили білий зі світло-зеленим камінням і дає йому додаткову спритність. Хуан полюбляє банани і часто чинить наче мавпа. Інколи він здається іншим грубим і дурним, але він був найкращим другом Енґа з тих пір, як вони зустрілися. Його роль у серіалі переважно комічна.
- Вчитель Чін (озвучування Ден Рассел) — колишній Охоронець Храму Свині. Наразі він очолює маленьке доджо (школу) для підлітків, які можуть стати Охоронцями, таких як Лінґ, Енґ і Бенґал. У серії «Викрадач сили» його називають повним іменем — Чін-Хо. Він навчав Енґа та Лінґ, бувши особистим наставником. Він є фахівцем у двобоях і часто використовує старі прислів'я, щоб навчати Енґа та його друзів. Він учить Енґа бути Золотим Драконом і вдосконалювати свої навички. Він завжди готовий до будь-якого нападу. За іронією долі він навчав Майстра Зодіака до його переходу на бік зла.
- Майстер Зодіак (озвучування Ден Рассел) — основний антагоніст першого сезону англо-американського анімаційного серіалу «Легенда про Дракона». Він став другорядним лиходієм, коли його злий повелитель, Імператор Найтемнішого Інь, одразу приставив його вірність до себе прислужувати. Тоді він і став другорядним лиходієм. Справжнє ім'я Майстра Зодіака — Ву Інь. Він народився в рік Змії і думав, що стане Охоронцем Змії. Зрештою, браслет сили Змії обрав когось іншого, тому йому довелося обрати сили Найтемнішого Інь. Він мріє отримати всі браслети сил Китайського зодіаку, які зроблять його нездоланним. Його головна мета чітка: отримати чотири браслета сили та відродити Імператора Найтемнішого Інь. Він переважно вирушає за браслетом сили Змії, оскільки відчуває, що має бути ним. Він має улюбленця змію на ім'я Король Кобра та використовує його як шпигуна чи помічника у боях. Викликаючи силу вкраденого браслета, наприклад Змії, він зазвичай промовляє «Викликаю силу Найтемнішого Інь Змії». Він завжди є великою загрозою будь-якому Охоронцеві, але Золотий Дракон Енґ часто рятує становище. Цікаво зазначити, що попри нібито величезну силу, він часто легко програє навіть у ситуаціях, в яких він має явну перевагу (наприклад, маючи три браслети сили проти Енґа лише з одним браслетом Дракона).
- Імператор Найтемнішого Інь (озвучування Гері Мартін[en]) — основний антагоніст у серіях з 26 до 39. Він був колишнім темним драконом перед Лінґ до свого ув'язнення, а також він має молодшу сестру на ім'я Інь Ві.
- Ло Вонг — Охоронець Храму Півня, відмінний стратег. Його поява та голос засновані на молодому Шоні Коннері. Його браслет сили, білий з пурпурово-блакитним камінням, дає йому обладунок, що формою нагадує півня. Його персонаж є явною пародією на Джеймса Бонда.
- Чау (озвучування Ден Рассел) — Охоронець Храму Собаки. Його браслет сили, золотий з пурпурово-блакитним камінням, дає йому більше волосся на тілі, довші кігті та зуби.
- Шунг — Охоронець Храму Свині. Його браслет сили, чорний зі світло-пурпуровим камінням, робить його більш м'язистим, аніж гладким, і дарує йому обладунок. В одному епізоді Шунг стає вчителем Енґа та Хуана Чі.
- Мінґ (озвучування Люсі Портер[en]) — Охоронець Храму Щура. Її браслет сили, чорний з темно-рожевим камінням, дає їй довгу косу, схожу на щурячий хвіст, довгі металеві «кігті» та обладунок. Вона також має деякі спільні зі щурами риси, такі як зуби та кінський хвіст, який дуже нагадує щурячий хвіст. Браслет сили щура дозволяє Мінґ перевтілюватись у будь-що за її бажанням. Однак, таке перетворення не досконале, оскільки завжди можна помітити ту чи іншу відмінність (наприклад, коли вона обернулася на змію, Камінь було видно на задній частині шиї, а ставши Енґом, вона все ще мала кінський хвіст).
- Роббі — Охоронець Храму Бика. Восьмирічний хлопчик, проте після виклику сили бика виглядає значно старшим. Його браслет сили, золотий з оранжево-рожевим камінням, дає йому обладунок, шолом якого прикрашають бичачі роги.
- Біллі — Охоронець Храму Барана. Його браслет сили, золотий з бірюзовим камінням, робить його схожим на напів-барана напів-людину з заокругленими баранячими рогами та каменеподібною шкірою, та дарує здатність створювати маленькі «землетруси».
- Кобра (озвучування Лариса Мюррей) — Охоронець Храму Змії. Її браслет сили, червоний з яскраво-жовтим камінням, дає їй зелену змієподібну шкіру, отруту та вельми гнучке тіло.
- Хай — Охоронець Храму Кроля. Через те, що вона не може дозволити собі сильні емоції, вона не може відчувати щось більше до Енґа, але говорить Бенґал, що вона є соратницею Енґа, як і те, що вона незамінна. Її браслет сили зелений з помаранчевим камінням, але у серіалі вона жодного разу не викликала його силу. Вперше з'являється в епізоді «Сестро-сестро».
- Мана-Хо — Охоронець Храму Коня. Висока білявка, сміх якої нагадує іржання коня. Її браслет сили червоний з блакитним камінням, але у серіалі вона жодного разу не викликала його силу. Проте, в «Останньому Драконі» Майстер Зодіак викликає його силу разом із силою Барана, тож цей процес, імовірно, аналогічний.
- Кей-Хо (озвучування Алан Маріотт[en]) — Охоронець Храму Темного Вовка. Лінґ, здається, по вуха закохана у цього вродливого молодика, але Енґові, навпаки, здається, не до вподоби цей «Вовк-одинак». Кей-Хо демонструє деякі знаки, що йому до вподоби Лінґ, але не дозволяє їм заважати його концентрації. Він, на відміну від більшості Темних Охоронців, переймається про всесвітній баланс, а не про завоювання світу. У пізніших епізодах Кей-Хо навчає Енґа та Лінґ бути кращими драконами, зокрема телепортації. Його браслет сили дуже нагадує старий браслет Темного Дракона до перетворення останнього на браслет Золотого Дракона, але має темно-блакитний відтінок. Для отримання сили він повинен промовити «Викликаю силу Темного Вовка».
- Інь Ві (озвучування Еллі Фейрмен) — Охоронець Храму Темного Щура та сестра «Імператора».
- Віктор — Охоронець Храму Темного Бика. Як і охоронець світлого бика, також дитина.
- Чанг Во — Охоронець Храму Темної Мавпи.
- Гострий пазур — Охоронець Храму Темного Тигра. Він доволі зухвалий, але все ж вірний Імператорові Найтемнішого Інь. Він переконаний, що сила Тигра є найбільшою з усіх наявних. Його ніщо не зупинить у спробі отримати браслет сили Бенґал, аби об'єднати сили Тигрів, що подвоїть його власну силу.
- Король Ягуар — мертвий король, який твердо вірить у ягуарів. Він з'являється в епізоді «Зачарований», коли закохується в Бенґал і гіпнотизує її для того, щоб вона стала його королевою.
- Текс — Охоронець Храму Темного Коня. Невідомо, чи Текс його справжнє ім'я, чи просто образливе прізвисько, дане йому Інь Ві. Як і Кей-Хо, він не бажає долучатися до сил Імператора і, здається, турбується лише про всесвітній баланс.

## Список епізодів

### Сезон 1
| № | #  | Назва                                                         | Світова прем'єра | Прем'єра в Україні | Виробничий код |
| --- | -- | ------------------------------------------------------------- | ---------------- | ------------------ | -------------- |
| 1 | 1  | «Випробування вогнем — частина перша» «Trial by Fire, Part 1» | 14 серпня 2006   | 24 січня 2011      | 101            |
| Золотий Дракон помер і необхідно обрати нового. Є лише два кандидати: Енґ Лін і Лінґ Лін, п'ятнадцятирічні близнюки, обоє висококваліфіковані у бойових мистецтвах та обізнані з давньою філософією Золотого Дракона. Вони обоє починають тренування у їхньому доджо як звичайно, у компанії Бенґал. Раптом з'являється вчитель Чін і каже їм, що час обрати нового Золотого Дракона. Вчитель Чін також каже Бенґал повернутися до її храму, оскільки її буде обрано Охоронцем Храму Тигрів. Всі розходяться, але якась змія бачить їх і прямує за ними. Тим часом, у лісі, воїни вторгаються до храму і прямують просто до центру, щоб знайти статую Змії. Посеред тіла, вони виявляють яму, повну змій, які починають формувати вежу, виявляючи жінку. Це Кобра, Охоронець Храму Змій, і вони потривожили її храм. Вона бере браслет сили Змії з пащі статуї та викликає його силу, нападаючи на воїнів і долаючи їх. Однак, перед тим, як вона здолала останнього з них, з-за статуї з'являється чоловік у зеленому вбранні зі символом Зодіаку, який називає себе Майстром Зодіаком. Він одразу ж кидає крихітну дискову бомбу до пащі статуї змії, спричиняючи її вибух, уламки якої летять у бік Кобри. Це збиває її з ніг, даючи Майстрові Зодіаку достатньо часу вкрасти її браслет сили. У Гонконгу Лінґ не може стримати себе. Вона надто впевнена, що стане Золотим Драконом. Енґ також упевнений, що буде обрано Лінґ, що поклало б велику відповідальність на одного з них окрім великої сили. Скоро вони прибувають до Храму Дракона і постають перед головою Дракона з вогнем у її пащі. Вчитель Чін наближається до п'єдесталу перед головою, показуючи всі символи знаків Зодіаку. Храм починає сяяти, починаючи з пащі, та виявляє браслет сили Драконів. Браслет сили обирає Енґа новим Золотим Драконом. Лінґ, яка була занадто впевнена в тому, що стане новим Драконом, мічать ревнощі. Почуваючись приниженою, вона намагається забрати браслета у нього, але невдало. Потім той самий чоловік, який забрав браслет сили Кобри, прибуває зі своїми воїнами до храму. Він представляється Майстром Зодіаком, але вчитель Чін представляє його як Ву Інь, одного зі своїх колишніх учнів, навіть попри те, що сам Майстер Зодіак заперечує це ім'я. Лінґ негайно нападає на воїнів. Вчитель Чін не дає Енґові битися, доки Лінґ не долає всіх воїнів і її не обвиває змій Король Кобра (улюбленець Майстра Зодіака). Потім Енґ викликає силу Дракона, і новий Золотий Дракон б'ється з Майстром Зодіаком. Врешті-решт, він отримує гору, і браслет сили Змії переміщується до Енґа. Майстер Зодіак зазнав поразки, його браслет сили Змії зник, його воїни також зазнали поразки, а плани зірвано. З цим він вирішує піти. Вчитель Чін говорить Енґові, що після поразки браслети сили переходять до переможців, навіть до темних сил. Він повертається до Лінґ і каже їй, що Золотий Дракон є тим, хто знає про відповідальність сили, після чого йде. Лінґ, присягнувши, що одного разу вона вдягне того браслета, тікає з храму. |    |                                                               |                  |                    |                |
| 2 | 2  | «Випробування вогнем — частина друга» «Trial by Fire, Part 2» | 14 серпня 2006   | 25 січня 2011      | 102            |
| З Енґом у ролі нового Золотого Дракона, він шукає Лінґ у Драконівському Доджо, і знаходить її коло входу все ще сердитою, поки вчитель Чін не приходить і вона кричить на нього за те, що не її він обрав наступним Драконом, говорить йому, що вона стане ним за будь-яку ціну та іде. Енґ намагається іти за нею, але його зупиняє вчитель Чін, оскільки вона має обрати власний шлях, а в них багато роботи. Вони спускаються до Храму Дракона, де вчитель Чін дає Енґові урок про 12 символів перед головою Дракона. Він пояснює, що одного разу Золотий Дракон спромігся повернути браслети інших Охоронців від Майстра Зодіака, браслети було розміщено на відповідних знаках Зодіаку. Енґ перевіряє браслет сили Змії, отриманий від Майстра Зодіака, розміщуючи його на символі Змії, після чого зображення Змії повертає браслет до Храму Змій. Вчитель Чін продовжує пояснювати те, що вони також слугують попереджувальними знаками: коли храм опиняється у небезпеці, його було порушено, або сам Охоронець у небезпеці, знак сяятиме, і саме тієї миті знак Дракона починає сяяти, сповіщаючи про те, що хтось вдерся до Храму Дракона. Енґ викликає силу та бачить малого чоловіка у біло-червоній масці, який божевільно стрибає навколо храму, намагаючись ухилитися від Енґа. Зовні Лінґ засмучена, коли Майстер Зодіак пропонує їй ступити на бік темного Інь, зійшовши зі світлого Янь. Він забирає її до своєї схованки на маленькому острові, сповненому технологій усіх видів, а також храмом Темного Дракона, і пропонує їй бути Драконом як Темним Драконом. У Храмі Дракона Енґ зрештою ловить чоловіка, що ухилявся, і вчитель Чін впізнає у ньому Хуана Чі, Охоронця Храму Мавп. Він розповідає історію, чому він тут: троє розкрадачів храмів вдерлися до його храму і викрали його разом із браслетом сили та багатьма іншими речами, що були у храмі. Проте, Хуан Чі спромігся втекти та прийти до Храму Дракона по допомогу в поверненні свого браслета, але Енґ сказав, що не може цього зробити, тому браслет може бути будь-де, і що він має «психа на ім'я Майстер Зодіак», котрий хоче привласнити його браслет, а також, що має знайти Лінґ. Пізніше ввечері Енґ представляє технологію Хуанові Чі, який спантеличено спостерігає за його грою на комп'ютері. До того, як він зміг продовжити, з'являється Лінґ, і Енґ питає, де вона була, але вчитель Чін відповідає, що вона з Майстром Зодіаком. Спочатку Енґ заперечує, що вона могла пристати до Майстра Зодіака. Але, викликавши силу, він бачить Лінґ сповнену темної енергії і питає її, що вона накоїла, на що вона відповідає, що обрала власну долю. Вчитель Чін підтверджує, що його сестра тепер їхній ворог. Після цього Лінґ викликає свою нову силу, розкриваючи, що вона новий Темний Дракон і починає битися з Енґом. Енґ ухиляється від усіх атак і не хоче битися з нею, але незабаром не має вибору, коли вона перемагає Хуана Чі в бою, та перемагає її єдиним пострілом сили. Вона поспіхом відступає, поки Енґ цікавиться, чи зупинить коли-небудь Майстра Зодіака, тепер разом із Темним Драконом, але вчитель Чін встигає сказати, що він знайде шлях у довгій подорожі попереду. Хуан Чі тепер долучається до їхньої подорожі. |    |                                                               |                  |                    |                |
| 3 | 3  | «Око тигра» «Eye on the Tiger»                                | 4 жовтня 2006    | 26 січня 2011      | 103            |
| Майстер Зодіак і новий Темний Дракон переслідують Бенґал, аби отримати браслет сили Тигрів. Питанням часу для Енґа стає дістатися Храму Тигра, перешкодити його руйнуванню та убезпечити браслет. Коли Лінґ перемагає Бенґал, вона кричить «ні», стрибає донизу та ловить Бенґал, Майстер Зодіак каже, що вона слабка і врятувала її тому, що вони колись були подругами, але вона каже, що Бенґал знадобиться їм як приманка Золотому Драконові у Храмі Тигра. |    |                                                               |                  |                    |                |
| 4 | 4  | «Обожнювання героя» «Hero Worship»                            | 5 жовтня 2006    | 27 січня 2011      | 104            |
| Після поразки Майстер Зодіак починає полювати за найулюбленішим Енґовим актором. Енґ мусить захистити свого найулюбленішого впертого актора у Драконівському Доджо, приховуючи це від учителя Чіна. |    |                                                               |                  |                    |                |
| 5 | 5  | «Нетривка земля» «Terra Unfirma»                              | 6 жовтня 2006    | 28 січня 2011      | 105            |
| Майстер Зодіак полює на Знаки Землі, до яких відносяться Собака, Баран, Бик і Дракон. Темний Дракон (Лінґ) атакує храм собаки й отримує браслет сили Собаки, а Майстер Зодіак отримує браслет сили Барана. Після цього вони обирають наступною метою Бика, тож Енґ має зупинити їх, але чи справді Майстер Зодіак може контролювати всю наявну силу? |    |                                                               |                  |                    |                |
| 6 | 6  | «Вчитель сарказму» «Master of Sarcasm»                        | 9 жовтня 2006    | 31 січня 2011      | 106            |
| Енґ і Хуан Чі вирушають до В'єтнаму до чоловіка на ім'я Шунг, майстра сарказму, якого вони спершу вбачають шишкуватим (англ. bossy), поки не дізнаються, що він Охоронець Храму Свиней. |    |                                                               |                  |                    |                |
| 7 | 7  | «Храм змін» «Temple of Changes»                               | 10 жовтня 2006   | 1 лютого 2011      | 107            |
| Енґові настав час пройти серію випробувань, яку має пройти кожен Золотий Дракон перед входом до Храму Змін. |    |                                                               |                  |                    |                |
| 8 | 8  | «Ігри розуму» «Mind Bender»                                   | 11 жовтня 2006   | 2 лютого 2011      | 108            |
| Під час битви з Лінґ у Храмі Дракона Енґ втрачає пам'ять після ураження падаючим зі стелі камінням. Вона переконує його, що він працює з чоловіком на ім'я Майстер Зодіак. |    |                                                               |                  |                    |                |
| 9 | 9  | «Чау-чау» «Chow Chow»                                         | 12 жовтня 2006   | 3 лютого 2011      | 109            |
| Лінґ у халепі після того, як Імператор дає їй силу, але потім намагається затягнути її до власної могили. Коли Лінґ домовляється про зустріч з Енґом, аби попросити його про допомогу, Майстер Зодіак читає її електронну пошту і з'являється на зустрічі, змушуючи Енґа повірити в його причетність. Енґ десь ховає свій браслет, і Майстер Зодіак загрожує знищити Лінґ, якщо він не віддасть браслета. Енґ погоджується, але коли вони досягають схованки, браслета там не виявляється. Тим часом, інші охоронці храмів з'являються у Храмі Дракона, щоб вшанувати нового дракона, але не знаходять його там. Тож Чау, охоронець собаки, як і Хуан Чі, вирушають на пошуки Енґа, коли Хуан Чі знаходить браслет Дракона. |    |                                                               |                  |                    |                |
| 10 | 10 | «Місія Мавпи» «Monkey Mission»                                | 13 жовтня 2006   | 4 лютого 2011      | 110            |
| Хуан Чі відчуває, що браслет сили Мавпи могли не забрати розкрадачі Храмів. Він вирішує повернутися до свого храму і з'ясувати, але теж саме робить і Майстер Зодіак. |    |                                                               |                  |                    |                |
| 11 | 11 | «Імператор Найтемнішого Інь» «The Emperor of the Darkest Yin» | 16 жовтня 2006   | 7 лютого 2011      | 111            |
| Енґ зустрічає лютого, але некомпетентного бійця, що називає себе «Майстром Червоного Чі». Після перемоги та присоромлювання він повертає його до Драконівського Доджо, де Майстер Червоного Чі стверджує, що хоче помститися Майстрові Зодіаку за те, що покинув його. Вчитель Чін переказує Енґові важливе повідомлення «Коли ти намагаєшся використати силу зла, зло закінчить, використавши тебе». |    |                                                               |                  |                    |                |
| 12 | 12 | «Останній Дракон» «The Last Dragon»                           | 17 жовтня 2006   | 8 лютого 2011      | 112            |
| Енґ і Лінґ виявляють, що останній Золотий Дракон справді був їхнім батьком. Вони з'ясовують це під час особливої пори року, коли всі охоронці медитують, поки їхні браслети сили перезаряджаються. Майстер Зодіак бачить у цьому можливість для нападу. Лінґ та Енґ співпрацюють і обіймаються, і Енґ вважає, що Лінґ повернеться, але вона чинить інакше. |    |                                                               |                  |                    |                |
| 13 | 13 | «Шпигунські ігри» «Spy Hard»                                  | 18 жовтня 2006   | 9 лютого 2011      | 113            |
| Енґ подорожує до Храму Півня, щоб залагодити проблему після попередження у вигляді троянди у Храмі Дракона. Але це пастка, оскільки Майстер Зодіак викликає чаклунку, щоб зіпсувати дух Храму Дракона. |    |                                                               |                  |                    |                |
| 14 | 14 | «Сестро-сестро» «Sister Sister»                               | 19 жовтня 2006   | 10 лютого 2011     | 114            |
| Темний Дракон отримує браслет сили Кроля, але він ушкоджений і створює чотири копії Лінґ, кожну з власною особистістю, спричиняючи проблеми Енґові і навіть Майстрові Зодіаку. Стає зрозуміло, що Енґ може мати близькі стосунки з Охоронцем Кроля, Хе. |    |                                                               |                  |                    |                |
| 15 | 15 | «Дружба з паразитами» «Associating With Vermin»               | 20 жовтня 2006   | 11 лютого 2011     | 115            |
| Енґ знову потрапляє до пастки Лінґ, цього разу Енґ вважає, що Охоронцем Храму Щура (Мінг) є замаскована Лінґ. |    |                                                               |                  |                    |                |
| 16 | 16 | «Бійка за браслет» «Shell Game»                               | 23 жовтня 2006   | 14 лютого 2011     | 116            |
| Браслет сили Мавпи Хуана Чі знайдено Енґом, але він не має змоги його забрати, оскільки його виставлено в музеї. Та Майстер Зодіак іншої думки. Намагаючись заволодіти ним, він виявляє обладунок, що Імператор Найтемнішого Інь носив у битвах, і повертає його до життя. Він дає йому браслет Мавпи, спричиняючи хаос, тоді як Хуан Чі схибнувся на поверненні свого браслета. |    |                                                               |                  |                    |                |
| 17 | 17 | «Викрадач сили» «Thief of Power»                              | 24 жовтня 2006   | 15 лютого 2011     | 117            |
| Колишній охоронець тікає з в'язниці за допомогою вчителя Чіна та Шунга (Охоронця Свині). Тим часом, після повернення до Драконівського Доджо, втікач, що називає себе Томмі, хоче вчителя Чіна, але не отримує й іде. Енґ, Бенґал і Хуан Чі вирушають до В'єтнаму на пошуки відповідей. |    |                                                               |                  |                    |                |
| 18 | 18 | «Храм Коня» «Horse Play»                                      | 25 жовтня 2006   | 16 лютого 2011     | 118            |
| Охоронець Храму Коня в небезпеці, але Енґ має знайти Храм першим. Які випробування трапляться йому? У цьому епізоді можна побачити браслет коня. Але силу з його допомогою ніхто не викликає. |    |                                                               |                  |                    |                |
| 19 | 19 | «День темряви Хуана» «It's Always Darkest Before Xuan»        | 26 жовтня 2006   | 17 лютого 2011     | 119            |
| Хуан Чі починає втомлюватися від того, що не має браслета та є безпомічним. Не допомагає, коли колишній Охоронець Мавпи прибуває та критикує його щодо заплямування імені Мавпи. Він опускається настільки низько, що подорожує назад до свого храму, знаходить там браслет сили Темної Мавпи й одягає його. |    |                                                               |                  |                    |                |
| 20 | 20 | «Отрута» «Venom»                                              | 27 жовтня 2006   | 18 лютого 2011     | 120            |
| Охоронець Змії у смертельній небезпеці, коли улюбленець Майстра Зодіака, Король Кобра, вкусив її та забрав браслет сили Змії. Незабаром Енґ повинен зустрітися з ним, коли той отримує браслет сили Тигрів Бенґал, але використовуючи його власний браслет і браслет Темного Дракона, вкрадений у Лінґ. |    |                                                               |                  |                    |                |
| 21 | 21 | «Сила темної Лінґ» «Empower the Darkest Ling»                 | 28 жовтня 2006   | 21 лютого 2011     | 121            |
| Коли Імператор Найтемнішого Інь захоплює Майстра Зодіака, вони також захоплюють Лінґ, яка після цього перетворюється на зеленого дракона. Вона вирушає на пошуки чотирьох браслетів сили, щоб повернути Імператора Найтемнішого Інь до життя. |    |                                                               |                  |                    |                |
| 22 | 22 | «Собача шерстинка» «Hair of the Dog»                          | 31 жовтня 2006   | 22 лютого 2011     | 122            |
| Божевільний вчений перетворює себе на великого собаку, спонукаючи Охоронця Собаки зупинити його і одержує гору. Лінґ об'єднує сили з Енґом заради захисту улюбленця Охоронця Собаки від шкоди, а також пошуку та знешкодження божевільного вченого. |    |                                                               |                  |                    |                |
| 23 | 23 | «Скейтери-охоронці» «X-Games Guardians»                       | 1 листопада 2006 | 23 лютого 2011     | 123            |
| Безпритульна дівчинка краде браслет сили Барана в Майстра Зодіака, лишаючи Темного Дракона (Лінґ) повернути браслет, а Енґ, Бенґал і Хуан Чі згодом долучаються до переслідування браслета. |    |                                                               |                  |                    |                |
| 24 | 24 | «Загублена і знайдена» «Lost and Found»                       | 2 листопада 2006 | 24 лютого 2011     | 124            |
| Майстер Зодіак знову вирушає за браслетом сили Барана та отримує його разом із браслетом сили Змії. Проте, коли Лінґ торкається його, вона бачить видіння своєї Матері, котра була Охоронцем Барана, і просить Енґа про допомогу в пошуках інформації щодо неї. Незабаром вони з'ясовують, що вона була Охоронцем Барана та діяла з їхнім Батьком, який був тоді Золотим Драконом, проти Майстра Зодіака. З часом вони одружилися й народили Енґа та Лінґ. Та якось Майстер Зодіак напав на неї. Вона вижила під час нападу, але втратила всю пам'ять про те, ким вона є й усе інше. Вони обидва вирушають побачити свою матір у Храмі Барана, але не без втручання Майстра Зодіака. |    |                                                               |                  |                    |                |
| 25 | 25 | «Мавпа бачить, Мавпа робить» «Monkey See Monkey Do»           | 3 листопада 2006 | 25 лютого 2011     | 125            |
| Подарунком Хуанові Чі на день народження стає браслет сили Мавпи, але він виявляється на танкері. Але Майстер Зодіак, на жаль, отримує браслет першим. Чи поверне Хуан Чі свій браслет, чи втратить його знову? |    |                                                               |                  |                    |                |
| 26 | 26 | «Подвійний Дракон» «Double Dragon»                            | 6 листопада 2006 | 28 лютого 2011     | 126            |
| Імператор Найтемнішого Інь повернувся до життя завдяки Майстрові Зодіаку та Лінґ із чотирма браслетами сили. Він дає Лінґ випробування, щоб отримати браслет сили Золотого Дракона. Вона вирушає до Драконівського Доджо та перемагає Енґа, Бенґал і Хуана Чі, але браслет не переходить до Лінґ. Учитель Чін повідомляє їй, що для того, щоб забрати браслета у брата, вона має вбити його. Вона не може вчинити так і закінчує, плачучи, кидаючи Браслет Темного Дракона через кімнату та говорячи вчителеві Чіну, що більше не хоче його. Та вчитель Чін відповідає, що вона пройшла своє випробування. Вчитель Чін говорить Енґові, Лінґ, Бенґал і Хуанові Чі, що це було випробуванням для Лінґ, аби побачити, чи може вона бути Золотим Драконом. Вчитель Чін підбирає браслет Темного Дракона, отримує Енґовий браслет Золотого Дракона та підкидає їх у повітря. Браслети об'єднуються і плавляться протягом миті, вбиваючи Дух Темного Дракона, а потім розділяються, щоб стати двома браслетами Золотого Дракона, що означає, що Енґ і Лінґ стали близнятами-золотими драконами. Після чого вони разом з іншими Охоронцями Храмів вирушають до Імператора Найтемнішого Інь і долають його. |    |                                                               |                  |                    |                |

### Сезон 2
| № | #  | Назва                                                                             | Світова прем'єра | Прем'єра в Україні | Виробничий код |
| --- | -- | --------------------------------------------------------------------------------- | ---------------- | ------------------ | -------------- |
| 27 | 1  | «Храм Темного Дракона» «The Temple of the Shadow Dragon (Part 1)»                 | 19 березня 2008  | 1 березня 2011     | 201            |
| Імператор знищує Храм Золотого Дракона, змушуючи Енґа та Лінґ шукати Храм Темного Дракона.                                                                                         |    |                                                                                   |                  |                    |                |
| 28 | 2  | «Храм Темного Дракона — частина друга» «The Temple of the Shadow Dragon (Part 2)» | 20 березня 2008  | 2 березня 2011     | 202            |
| Енґ і Лінґ вирушають до Храму Темного Дракона, щоб перезарядити їхні браслети Темною Енергією Інь. Вчитель Чін перетворює Храм Темного Дракона на Храм Подвійних Золотих Драконів. |    |                                                                                   |                  |                    |                |
| 29 | 3  | «Знайомство з Вовком» «Enter the Wolf»                                            | 21 березня 2008  | 3 березня 2011     | 203            |
| Енґ і Лінґ зустрічають Кей-Хо, Охоронця Храму Темного Вовка. |    |                                                                                   |                  |                    |                |
| 30 | 4  | «Коти, собаки і дракони» «Cats and Dogs and Dragons»                              | 24 березня 2008  | 4 березня 2011     | 204            |
| Наші герої вирушають на пошуки доктора Беверлі Волліс, археолога та подруги вчителя Чіна, яка зникла.                                                                              |    |                                                                                   |                  |                    |                |
| 31 | 5  | «Темний Тигр» «Shadow Tiger Take Two»                                             | 25 березня 2008  | 7 березня 2011     | 205            |
| Наші герої випробовують найновіший суперкорабель-амфібію Лінґ і зображають туристів, де Вонг Лі та його славетна нова спів-зірка Карін Квон знімають фільм у жанрі екшн.           |    |                                                                                   |                  |                    |                |
| 32 | 6  | «Кінь іншого кольору» «A Horse of a Different Color»                              | 26 березня 2008  | 8 березня 2011     | 206            |
| Наші герої прямують до Білого Коня в Англії, щоб побачити, чи справді храм Темного Коня схований під знаменитими скелями.                                                          |    |                                                                                   |                  |                    |                |
| 33 | 7  | «Щуряча атака» «Rat Attack»                                                       | 27 березня 2008  | 9 березня 2011     | 207            |
| Інь Ві знову намагається вкрасти покинуті всіма браслети сили Дракона, особливо Енґовий.                                                                                           |    |                                                                                   |                  |                    |                |
| 34 | 8  | «Причарований» «Spellbound»                                                       | 28 березня 2008  | 10 березня 2011    | 208            |
| Інь Ві вигадує план, аби показати братові, Імператорові, на що вона здатна заради збільшення його сили.                                                                            |    |                                                                                   |                  |                    |                |
| 35 | 9  | «Друг чи ворог» «Friend or Foe»                                                   | 31 березня 2008  | 11 березня 2011    | 209            |
| Інь Ві потрапляє в полон до Золотих Драконів, а також втратила свій браслет сили.                                                                                                  |    |                                                                                   |                  |                    |                |
| 36 | 10 | «Золоті няньки» «The Golden Baby-Sitter Blues»                                    | 1 квітня 2008    | 14 березня 2011    | 210            |
| Після того, як Гострий Пазур виганяє Охоронця Бика зі Храму Бика, восьмирічний хлопчик шукає притулку у доджо вчителя Чіна.                                                        |    |                                                                                   |                  |                    |                |
| 37 | 11 | «Повернення Темної Мавпи» «Gone Shadow Ape»                                       | 2 квітня 2008    | 15 березня 2011    | 211            |
| Енґ і вчитель Чін вирушають до Гонконгу, прямуючи за втраченим браслетом сили Мавпи, поки Лінґ і Бенґал стежать за Храмом Драконів у Сан-Франциско.                                |    |                                                                                   |                  |                    |                |
| 38 | 12 | «Світ, в якому страждають вовки» «It's A Dog-Eat-Wolf World»                      | 3 квітня 2008    | 16 березня 2011    | 212            |
| Разом з Енґом, Кей-Хо вирушає до морозної місцевості та дізнається, що трійця жорстоких чоловіків у вертольоті турбують вовків заради насолоди та прибутку.                        |    |                                                                                   |                  |                    |                |
| 39 | 13 | «Серце дракона» «Heart of the Dragon»                                             | 4 квітня 2008    | 17 березня 2011    | 213            |
| Імператор виявляє місцезнаходження могутнього давнього артефакту, Серця Чорного Дракона, але Енґ і Лінґ знаходять Серце Золотого Дракона та долають Імператора Найтемнішого Інь.   |    |                                                                                   |                  |                    |                |

## Відеогра
Відеогру Легенда про дракона було випущено 1 травня 2007 року для Wii, PlayStation 2 та PlayStation Portable.

## Випуск на DVD
Весь серіал було випущено на DVD на окремих носіях у Болгарії. Кожний сезон (13 епізодів) складався з п'яти двосерійних DVD-дисків та одного трисерійного. У Великій Британії перші 13 епізодів першого сезону було випущено 2006 року на дводисковому наборі. Другий дводисковий набір, що містив інші 13 епізодів першого сезону, було заплановано випустити, але цього не сталося. Весь серіал було ліцензовано корпорацією Image Entertainment, і наразі він доступний лише для продажу.

## Комікс
У 2004 році World Comics випустила комікс, пов'язаний із серіалом.